# Kidubugu (periodiskt vattendrag i Burundi, Gitega)
Kidubugu är ett periodiskt vattendrag i Burundi.   Det ligger i provinsen Gitega, i den centrala delen av landet, 60 kilometer öster om huvudstaden Bujumbura.
Omgivningarna runt Kidubugu är en mosaik av jordbruksmark och naturlig växtlighet. Runt Kidubugu är det tätbefolkat, med 411 invånare per kvadratkilometer.